# Старина (Польща)
Старина (Стажина, пол. Starzyna) — село в Польщі, у гміні Дубичі Церковні Гайнівського повіту Підляського воєводства. Населення — 55 осіб (2011).

## Історія
На думку історика Юрія Гаврилюка поселення на місті нинішньої Старини могло виникнути в XVIII столітті.
У 1975—1998 роках село належало до Білостоцького воєводства.

## Демографія
Демографічна структура станом на 31 березня 2011 року:
|          | Загалом | Допрацездатний вік | Працездатний вік | Постпрацездатний вік |
| -------- | ------- | ------------------ | ---------------- | -------------------- |
| Чоловіки | 27      | 1                  | 9                | 17                   |
| Жінки    | 28      | 0                  | 7                | 21                   |
| Разом    | 55      | 1                  | 16               | 38                   |